# Bellium
Bellium é um género botânico pertencente à família Asteraceae.

## Espécies
- Bellium bellidioides
- Bellium crassifolium
- Bellium minutum